# Lepiota brunneoincarnata
Lepiota brunneoincarnata (Robert Hippolyte Chodat și Charles-Édouard Martin, 1889) din încrengătura Basidiomycota în familia Agaricaceae și de genul Lepiota este o specie saprofită de ciuperci letale. O denumire populară nu este cunoscută. Specia trăiește în România, Basarabia și Bucovina de Nord, nu prea răspândit, de la câmpie la deal, pe sol umed, ierbos-nisipos, în locuri mai călduroase, preponderent în grupuri, în păduri de foioase și mixte, prin luminișuri și la marginea lor, în parcuri și grădini, dar, de asemenea, de a lungul aleilor și drumurilor. Timpul apariției este din (iunie) iulie până în septembrie (octombrie).

## Taxonomie
Numele binomial a fost determinat drept Lepiota brunneoincarnata de micologii elvețieni Robert Hippolyte Chodat (1865-1934) și Charles-Édouard Martin (1847-1937) în volumul 5 al jurnalului botanic Bulletin de la Société Botanique de Genève din 1889, fiind și numele curent valabil (2020).
Toate celelalte denumiri sunt acceptate sinonim, dar, nefiind folosite, sunt neglijabile.
Epitetul este derivat din cuvântul de latină medievală (latină brunneus=brun, maroniu), pomenit pentru prima dată de episcopul Isidor de Sevilla (560- 636), derivat din expresia germanică bruna și cel din latina clasică (latină incarnatus=încarnat, devenit ca carnea), datorită aspectului exterior și al cărnii.

## Descriere

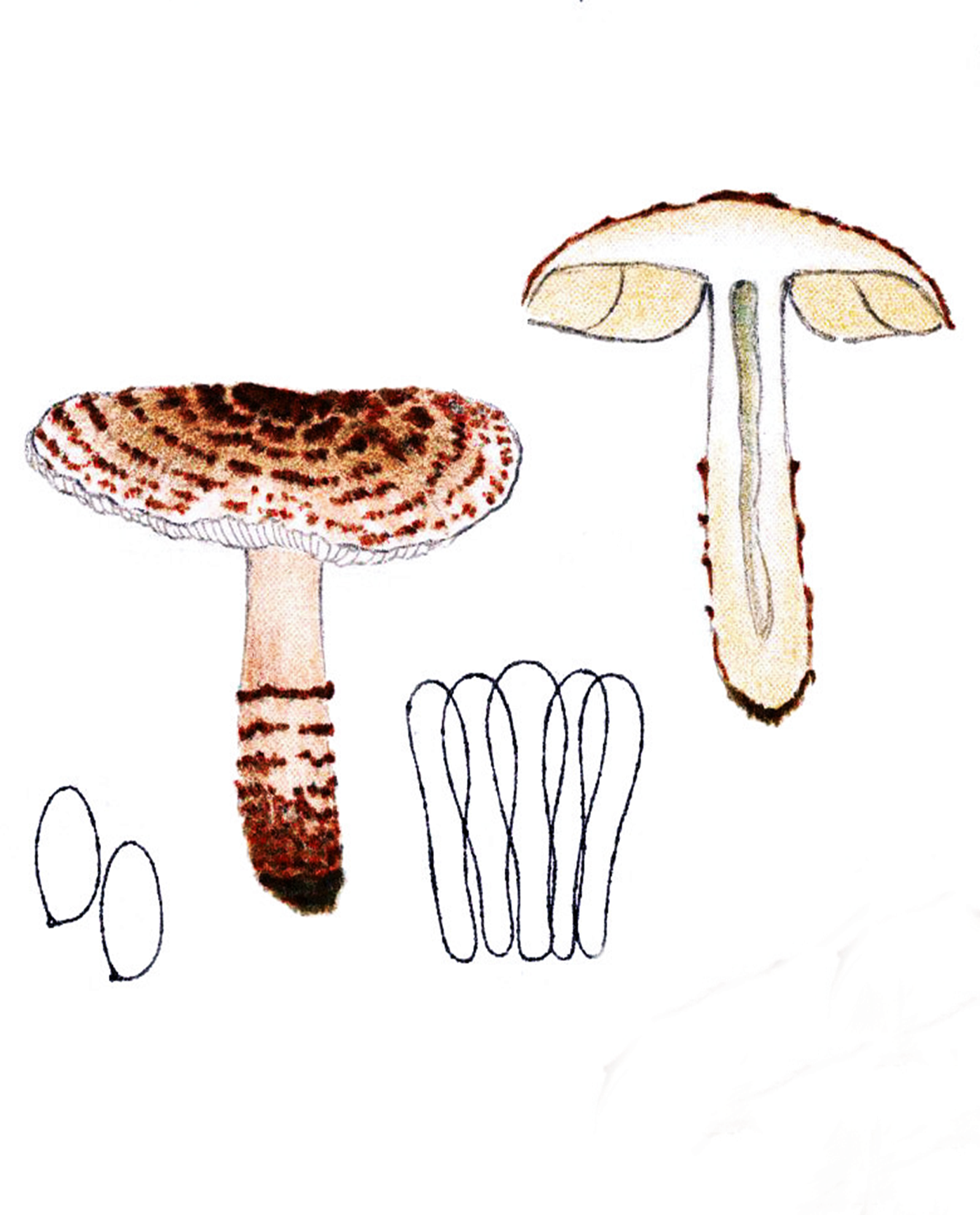
Lange: Lepiota brunneoincarnata

- Pălăria: inițial emisferică sau ovoidală, apoi convexă, mai târziu aplatizată și la bătrânețe nu rar adâncită, are un diametru de 3-5 (6)cm, este, pentru mărimea ei, destul de groasă, îndeosebi în centru. Suprafața roz-albicioasă până foarte deschis maronie este presărată de mulți solzi dispuși în zone concentrice, fiind de un colorit variabil, care poate fi gri-roz, brun-roz, brun-roșiatic, castaniu sau brun-purpuriu. După ce scuamele sunt îndesate în mijlocul pălăriei, acesta are un aspect clar mai închis.
- Lamelele: sunt libere, destul de subțiri și îndesate, cu lameluțe intercalate precum muchii slab crenate și dințate, Coloritul, pentru lung timp alb, devine cu timpul crem până crem-gălbui. În tinerețe sunt acoperite de un văl parțial alb și fin ca păienjenișul. Nu se decolorează după o leziune.
- Piciorul: dezvoltă o lungime de 3-4 (5)cm, având un diametru de  0,6-1cm, este destul de puternic, cilindric, cu o bază numai puțin bulboasă, plin, dar la bătrânețe tubular gol pe dinăuntru. Prezintă uneori un inel albicios, pielos și repede trecător, dar preponderent doar o zonă inelară, și ea efemeră. Coaja este de acolo în sus netedă și albicioasă, iar în jos, spre bază, brun-rozalie și presărată cu solzi turtiți de culoare mai închisă, uneori brun-purpurii, orânduiți în forma unui sau a mai multor cordoane. Sunt resturi ale vălului parțial.
- Carnea: rozalie, ce se decolorează după o tăiere carneu-roșiatic, este destul de fermă și pentru mărimea buretelui destul de groasă, având un miros dulcișor, plăcut fructuos precum un gust blând. Nu gustați niciodată buretele pentru că este foarte toxic![3][4]
- Caracteristici microscopice: sporii netezi, cu pereți moderat groși, elipsoidali în formă de migdale și ascuțiți spre vârf sunt hialini, (translucizi) granulați în interior, amiloizi (ce înseamnă colorabilitatea structurilor tisulare folosind reactivi de iod), dextrinoizi cu reactivul lui Melzer, iar incolori până gălbui într-o soluție de hidroxid de potasiu cu 5%, având dimensiunea de 5-8,5 × 3.5-5,5 microni. Pulberea lor este albă. Basidiile clavate până sub-clavate și pediculate poartă câte 4 sterigme fiecare și măsoară 21-31,5 × 8-9,5 microni.

Cheilocistide (elemente sterile situate pe muchia lamelor) în formă de măciucă și de mărime asemănătoare sunt rotunjite în vârf. Pleurocistidele (elemente sterile situate în himenul de pe fețele lamelor) lipsesc. Cheilocistide (elemente sterile situate pe muchia lamelor) de 18,5-31 × 8-10,5 microni, de obicei grupate, hialine, cu pereți subțiri, sunt îngust până normal clavate. Pileocistidele (elemente sterile de pe suprafața pălăriei) cu hife terminale, pigmentate deschis maroniu sau translucide, orânduite vertical sau ascendente, sunt alungit cilindrice până aproape fusiforme și măsoară 90-253 × 7,5-13,5 microni, fără elemente mai scurte la bază. Toate cistidele poartă fibule.
- Reacții chimice: nu sunt cunoscute.[3][4]

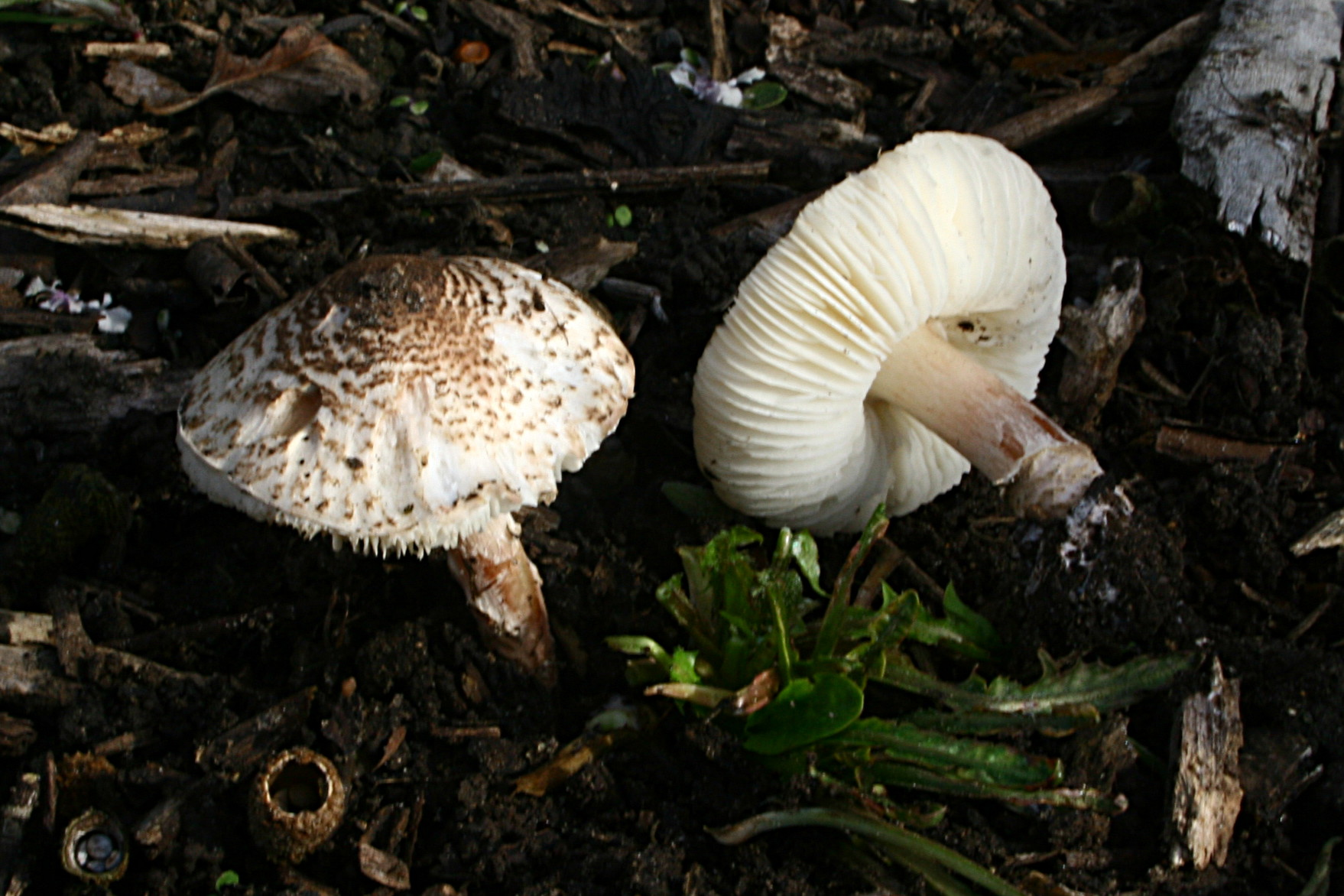
L. brunneoincarnata, pălărie, lamele și picior
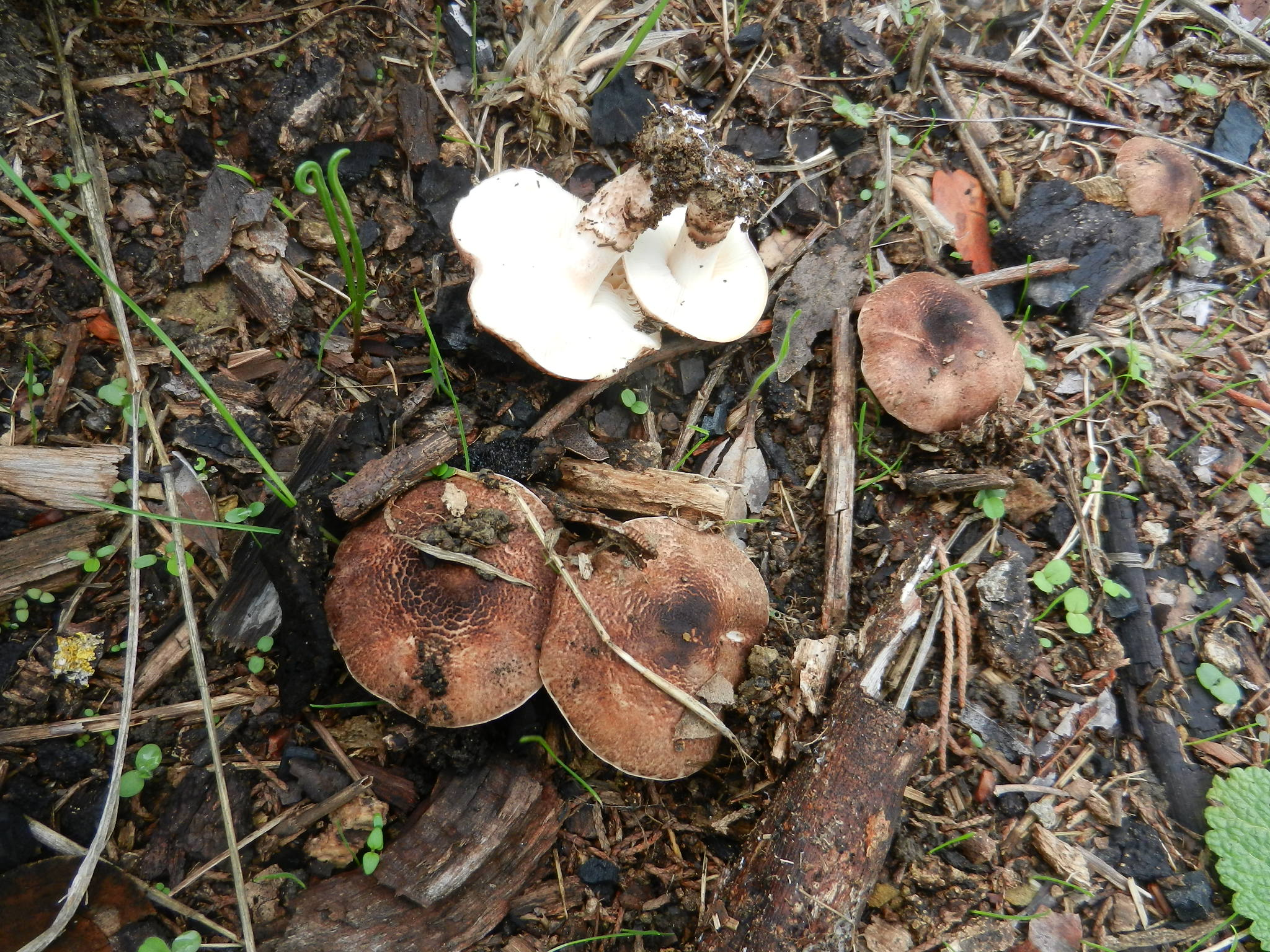
L. brunneoincarnata în grup

## Confuzii
Lepiota brunneoincarnata poate fi confundată cu alte specii preponderent letale sau otrăvitoare ale genului, cum sunt de exemplu: Lepiota boudieri, Lepiota castanea (letală), Lepiota clypeolaria, Lepiota cristata, Lepiota eriophora (miros aromatic, de ciuperci), Lepiota felina (otrăvitoare), Lepiota helveola (letală), Lepiota hystrix (necomestibilă), Lepiota kühneri (letală) + imagini, Lepiota lilacea, Lepiota magnispora, Lepiota ochraceofulva (suspectă, probabil otrăvitoare), Lepiota perplexa (suspectă, probabil otrăvitoare), Lepiota pseudolilacea sin. Lepiota pseudohelveola (letală) sau Lepiota subincarnata (letală).

## Specii asemănătoare în imagini

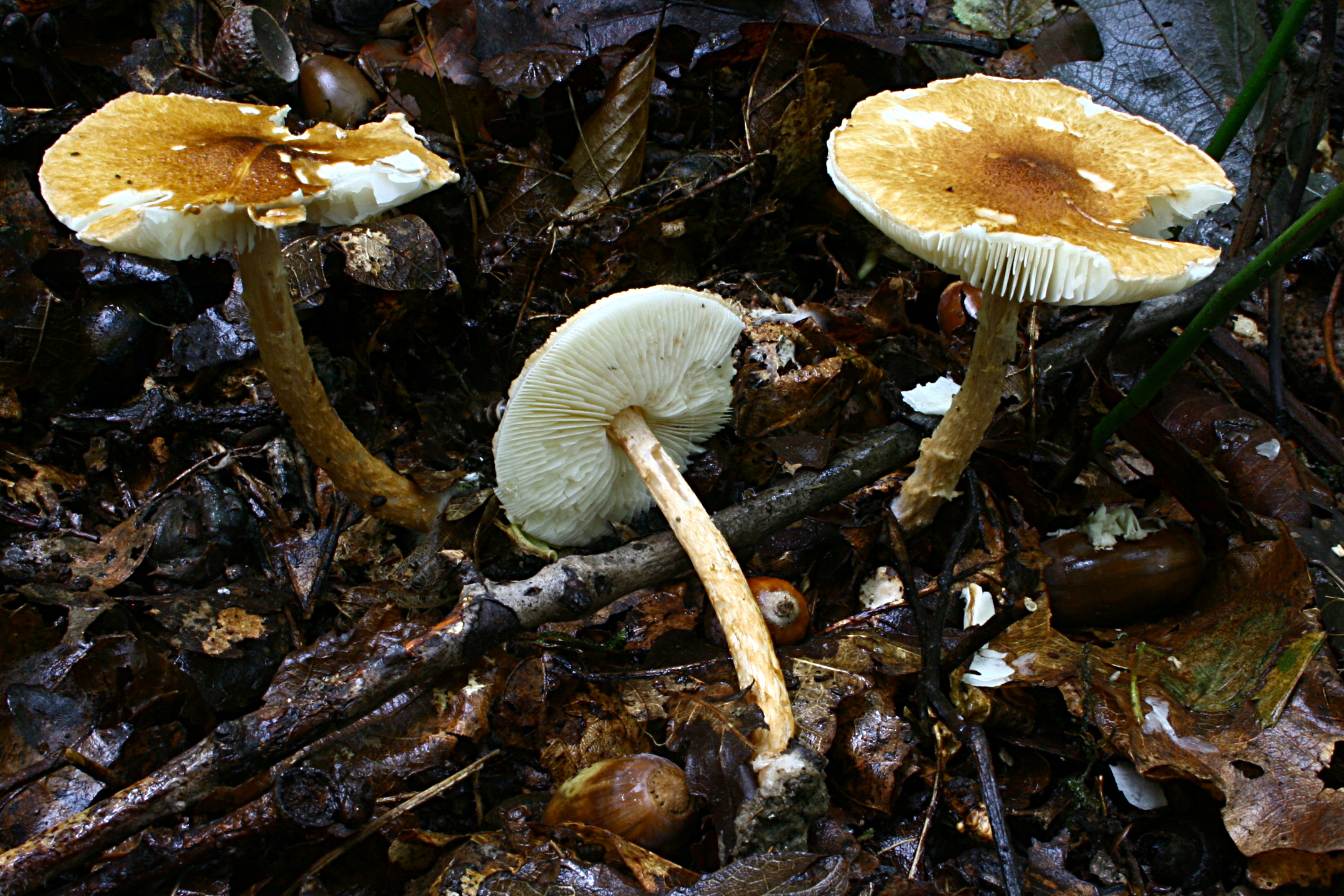
!!Lepiota boudieri!!
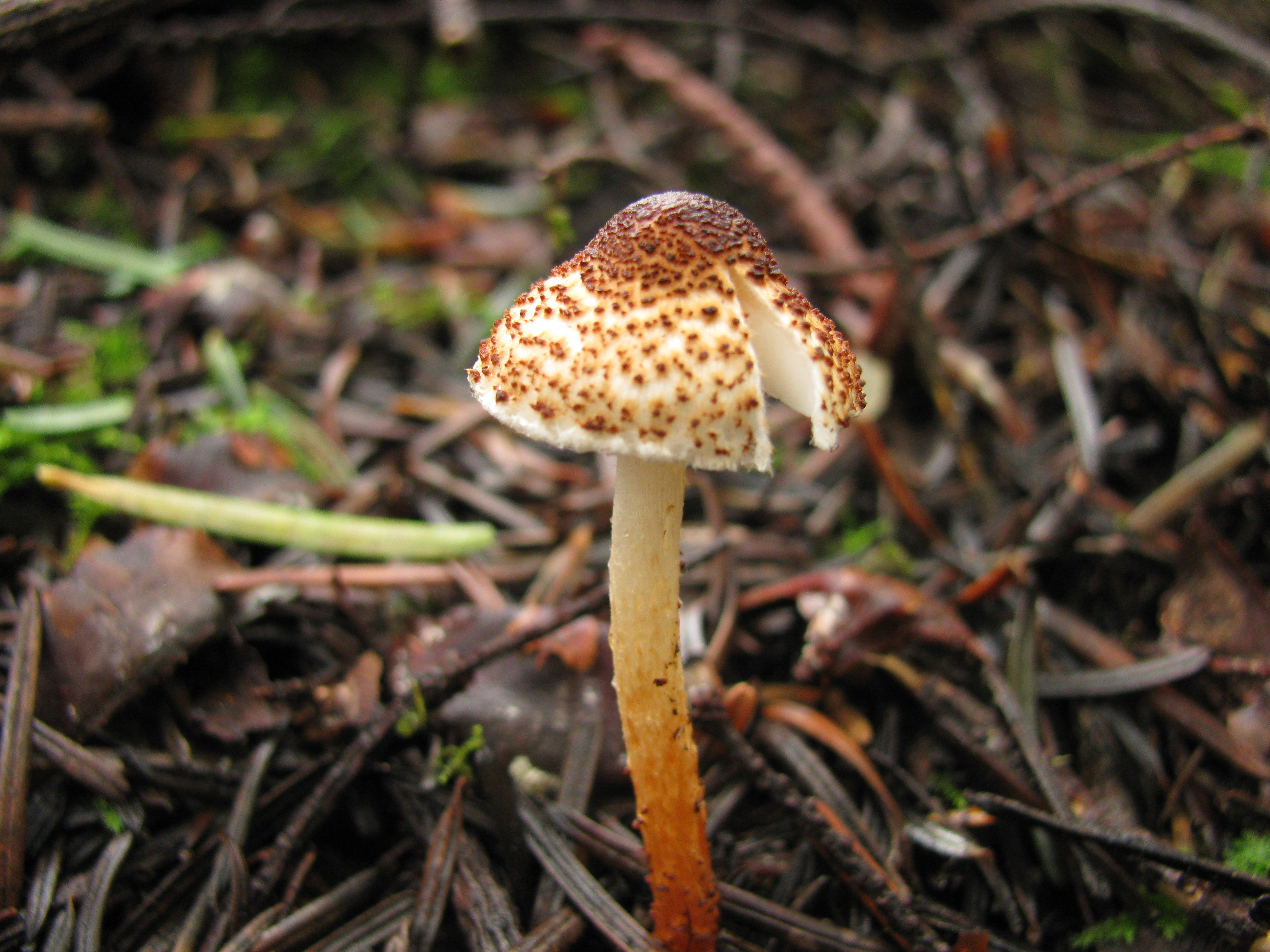
!!!Lepiota castanea!!!
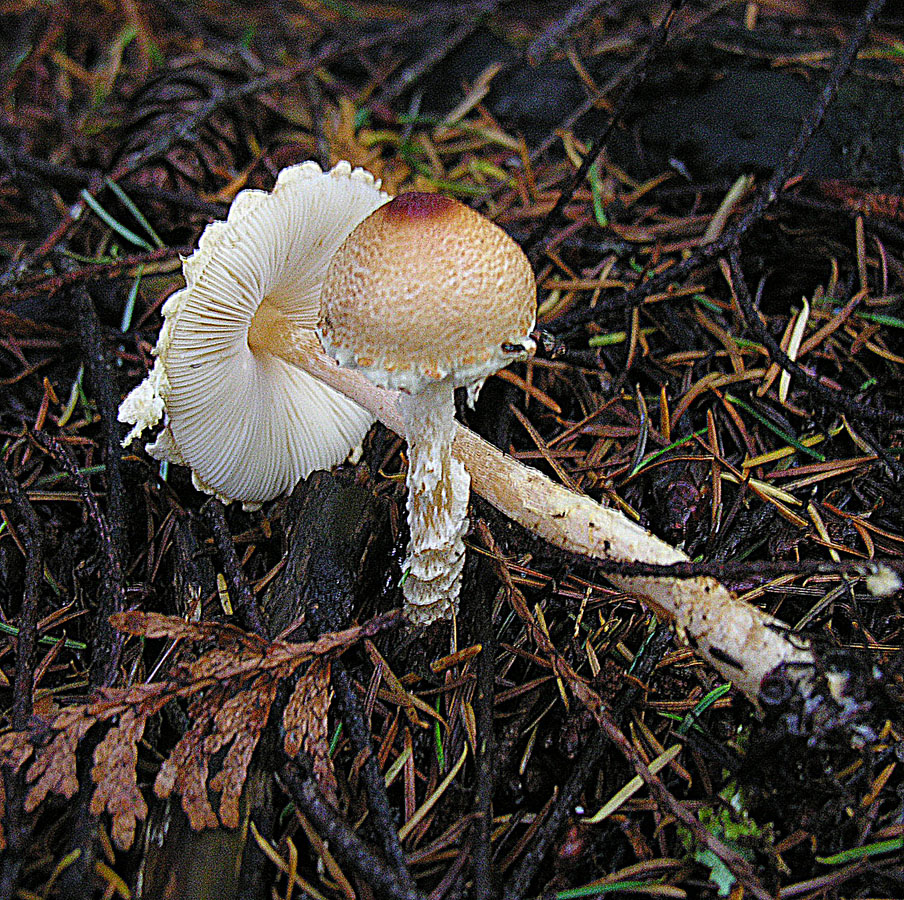
!!Lepiota clypeolaria!!
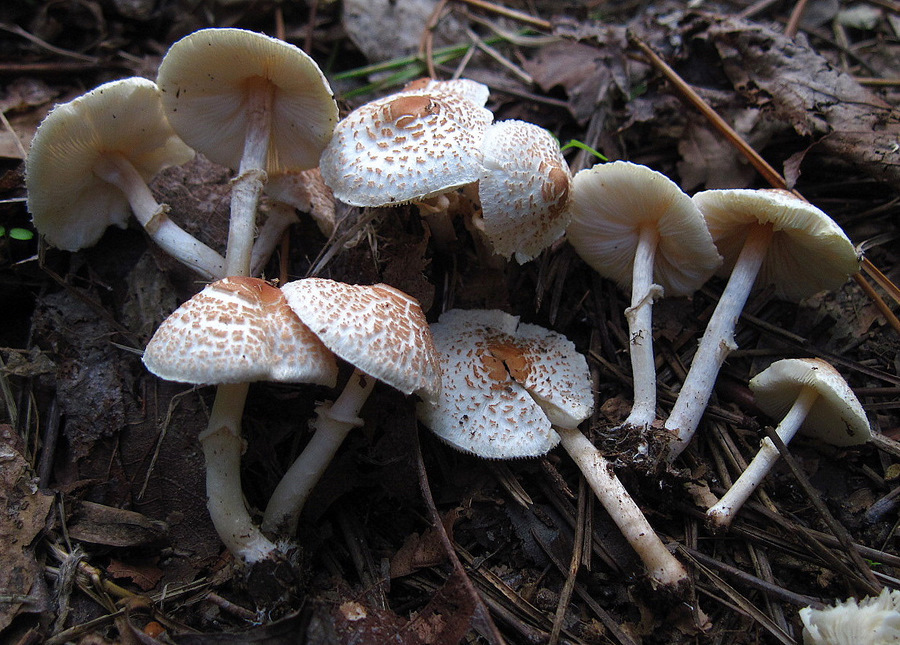
!!Lepiota cristata!!
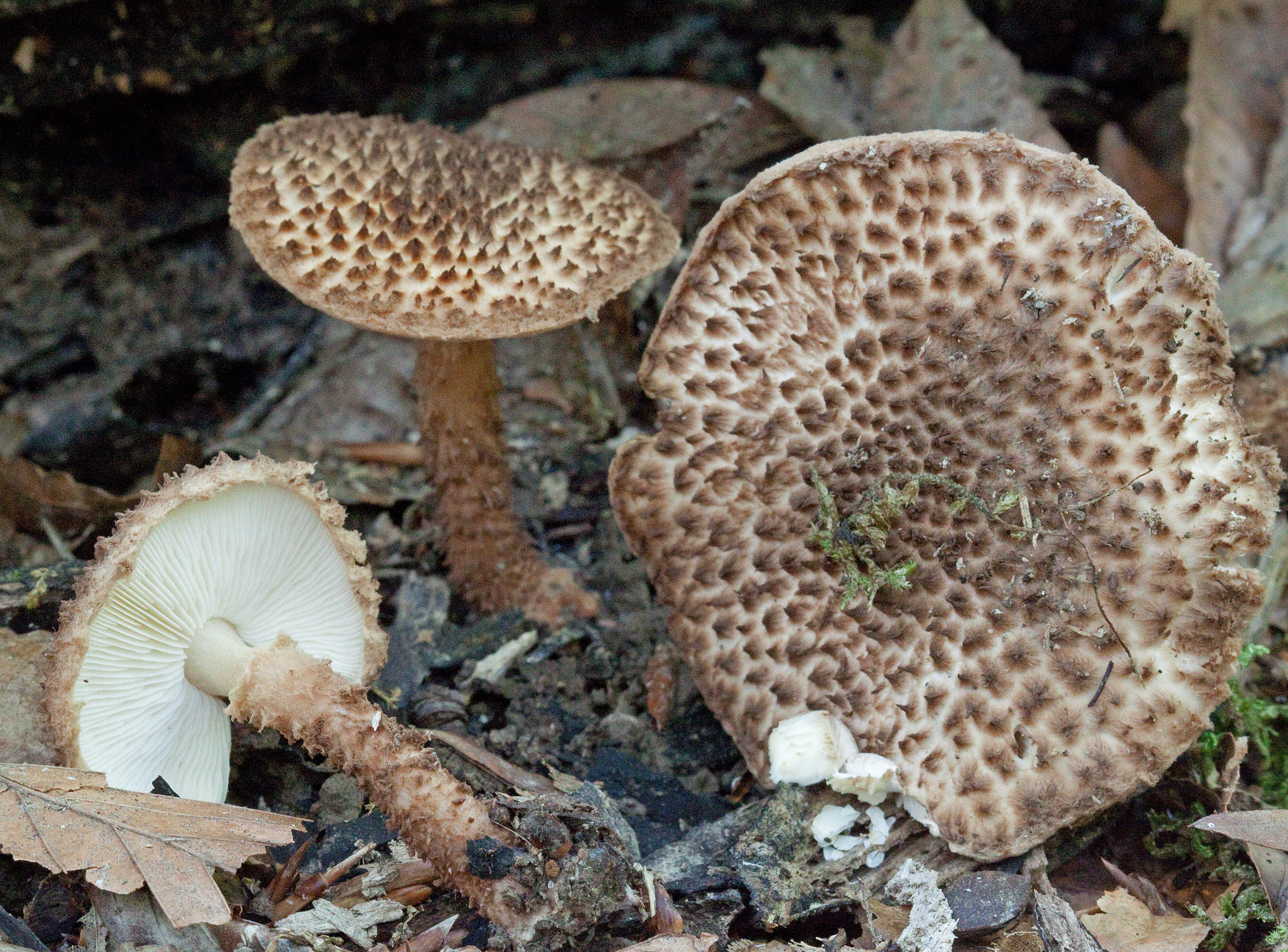
!!Lepiota eriophora!!
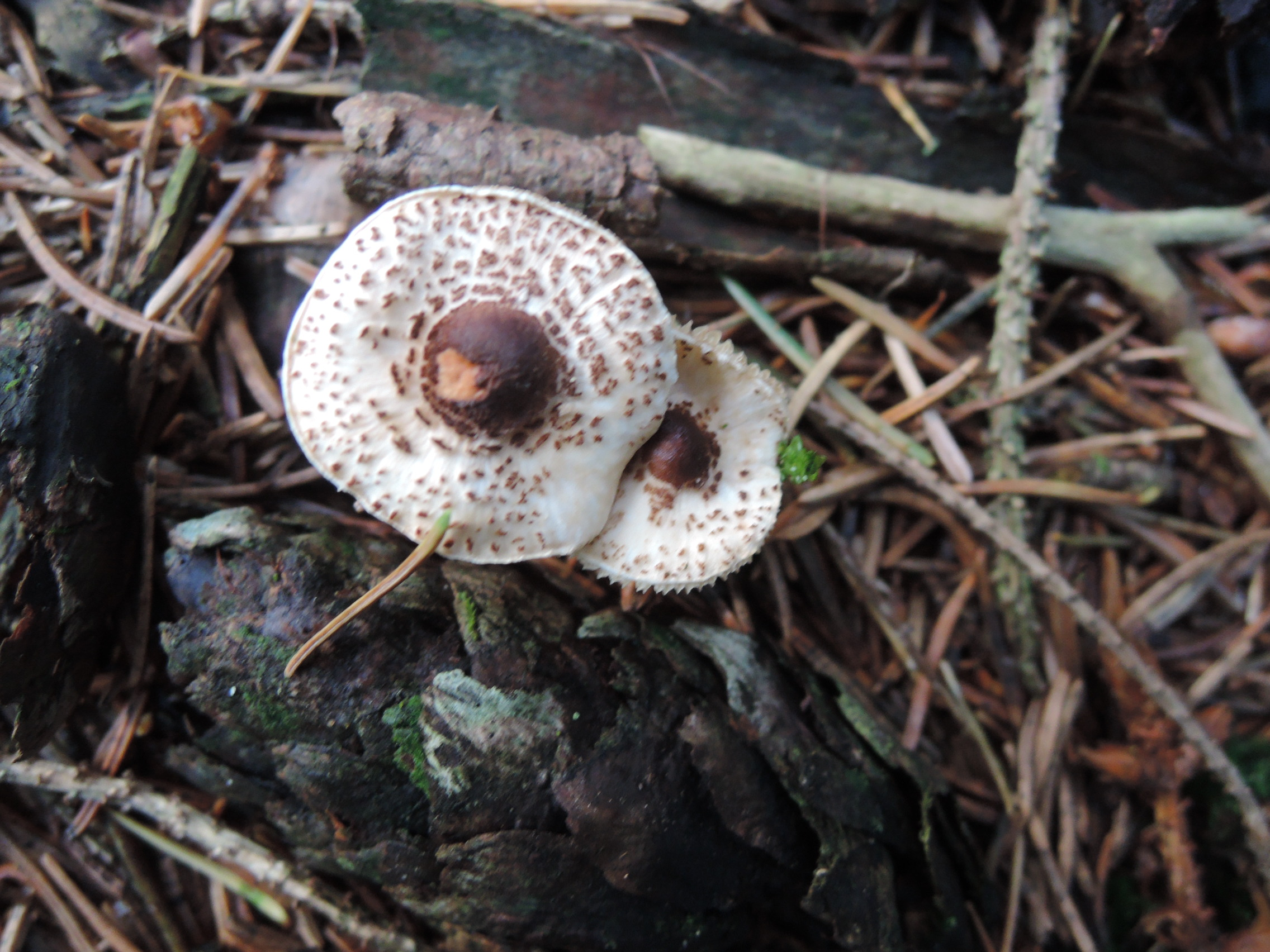
!!Lepiota felina!!
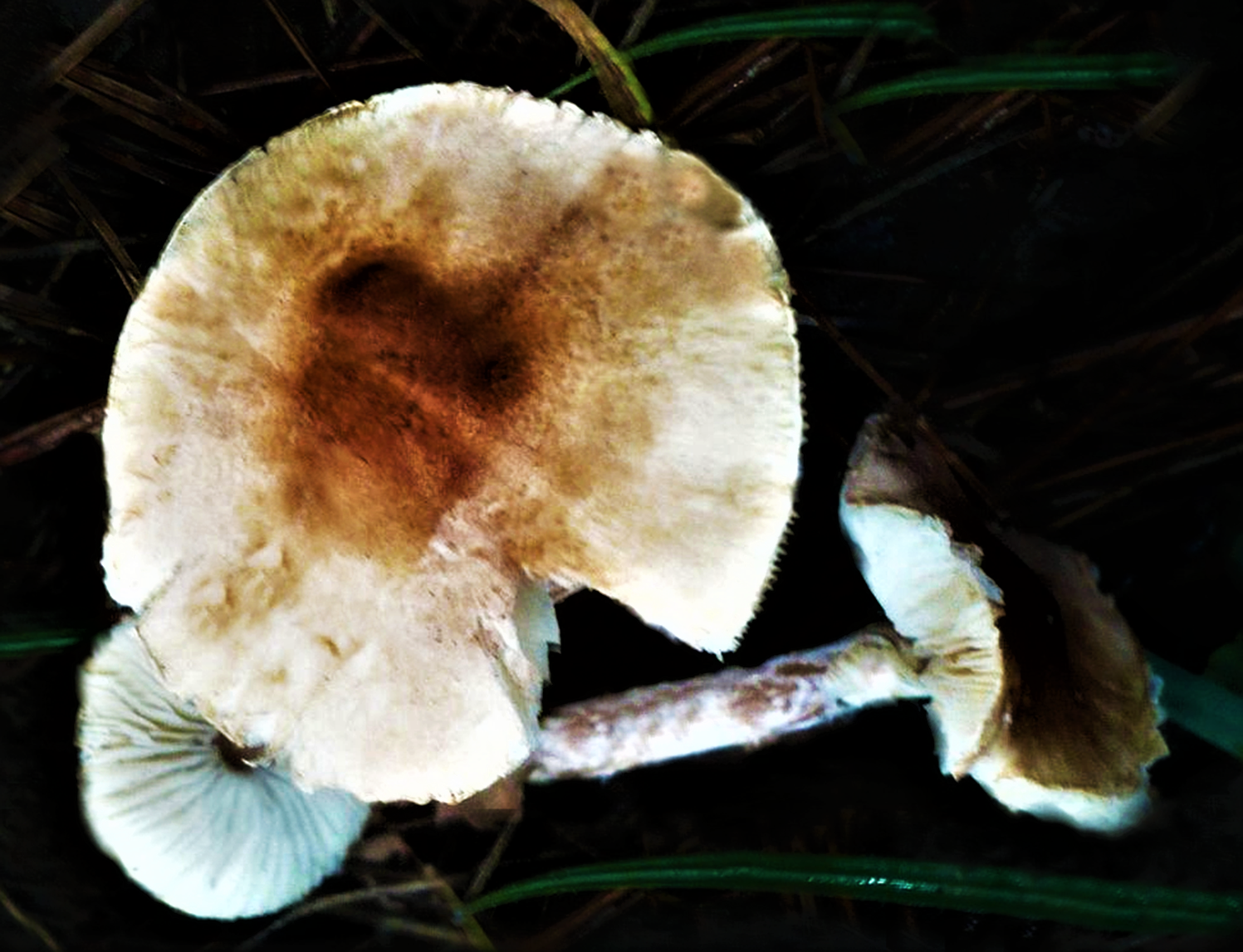
!!!Lepiota helveola!!!
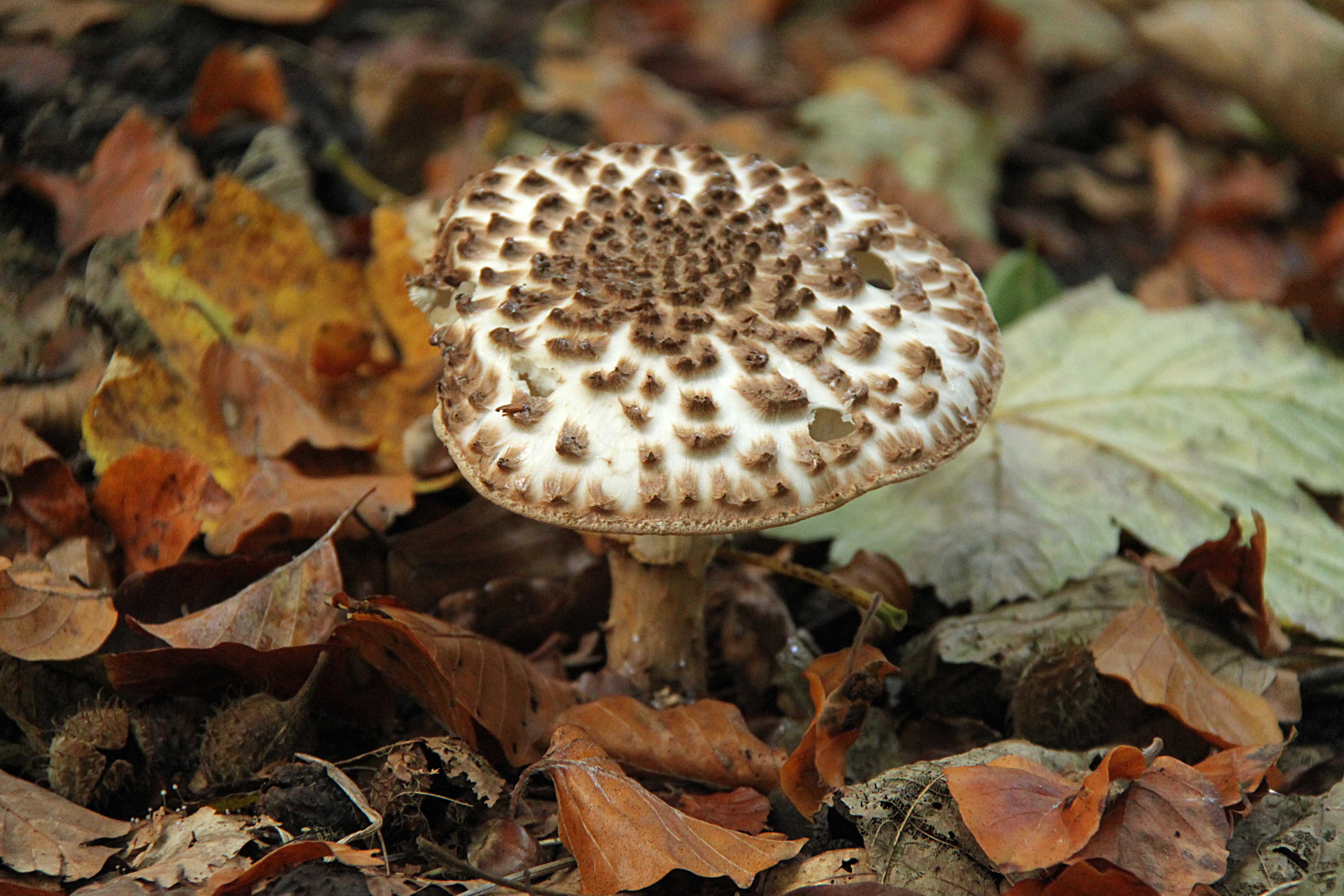
!Lepiota hystrix!

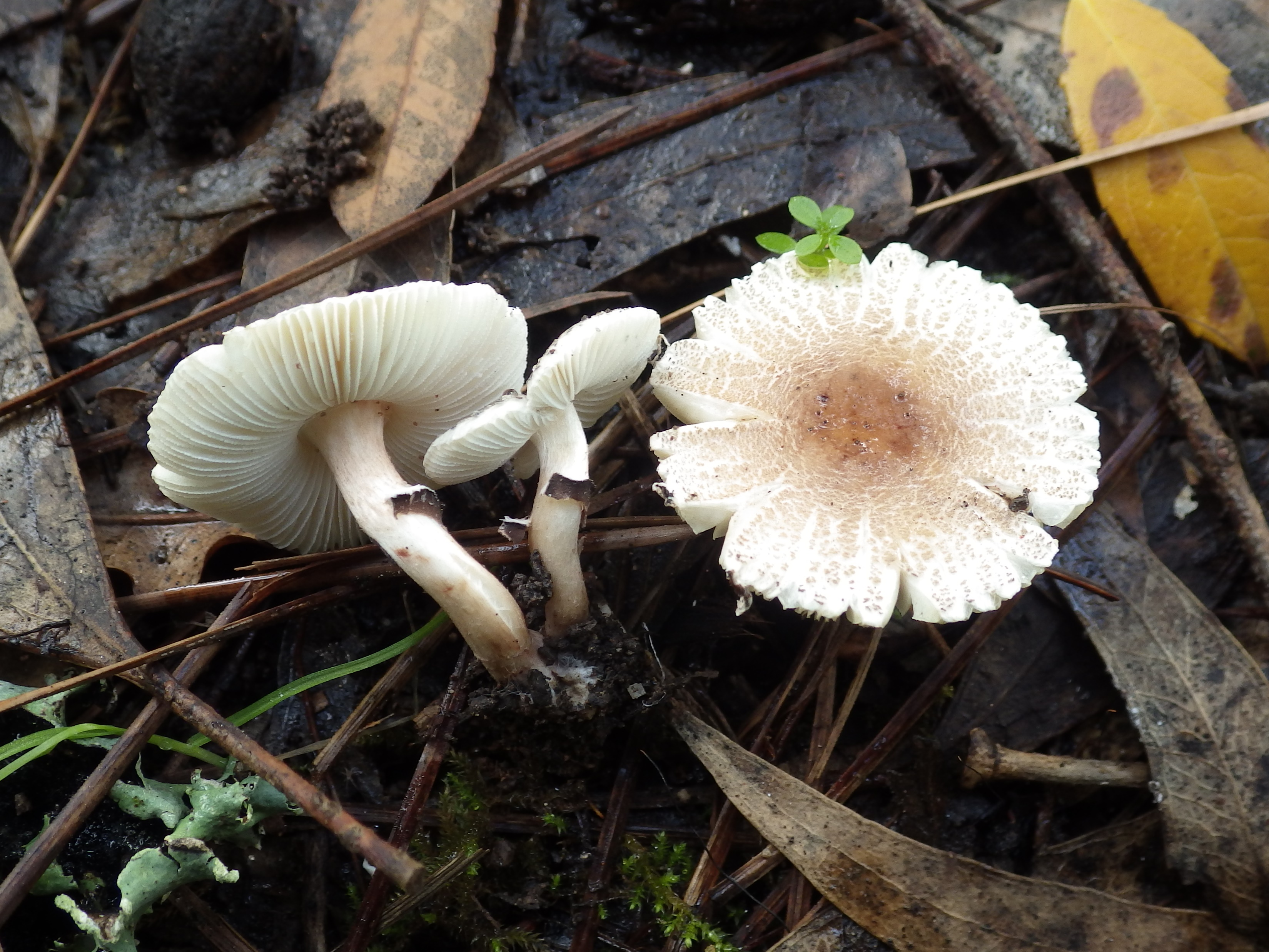
!!Lepiota lilacea!!
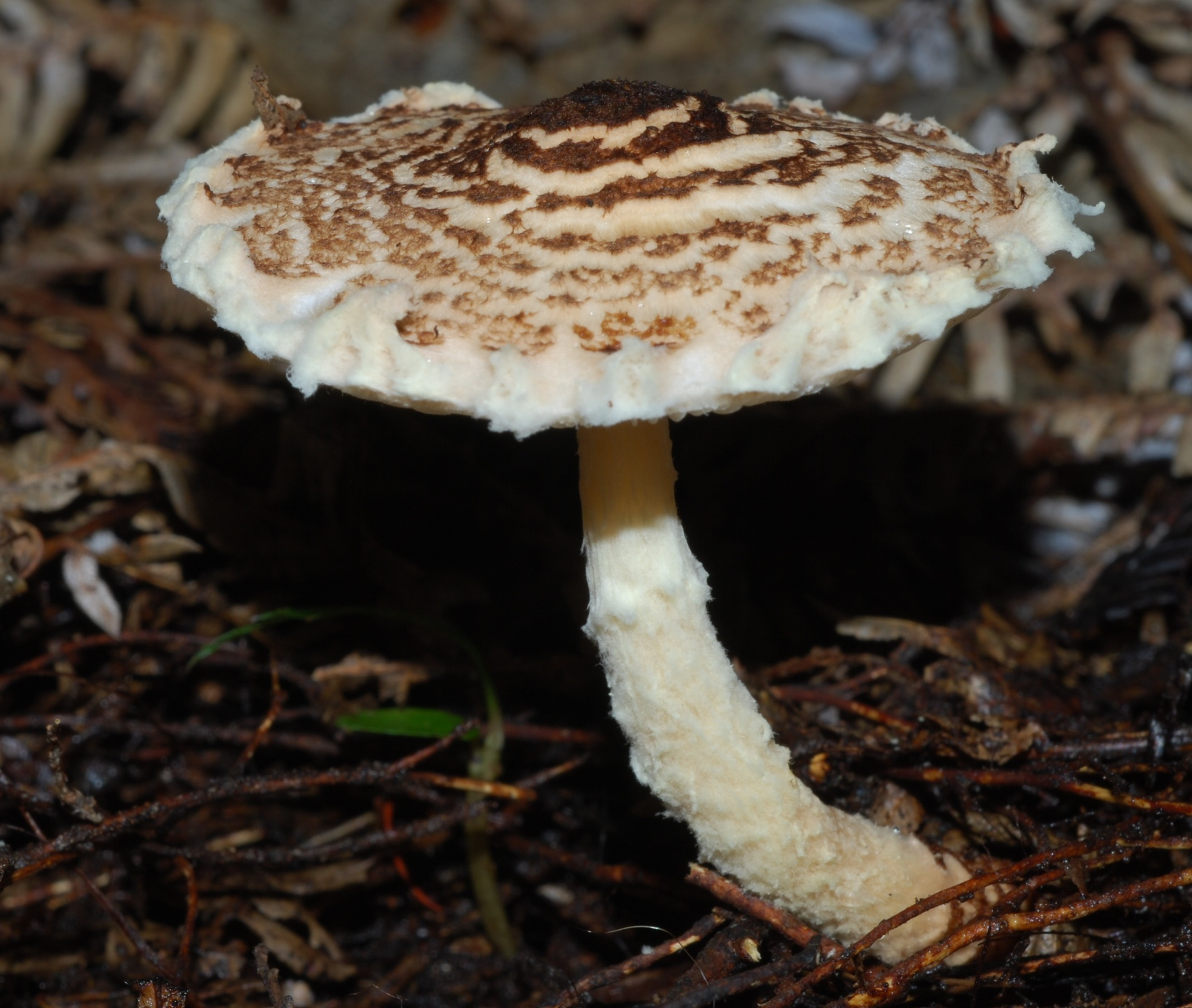
!!Lepiota magnispora!!
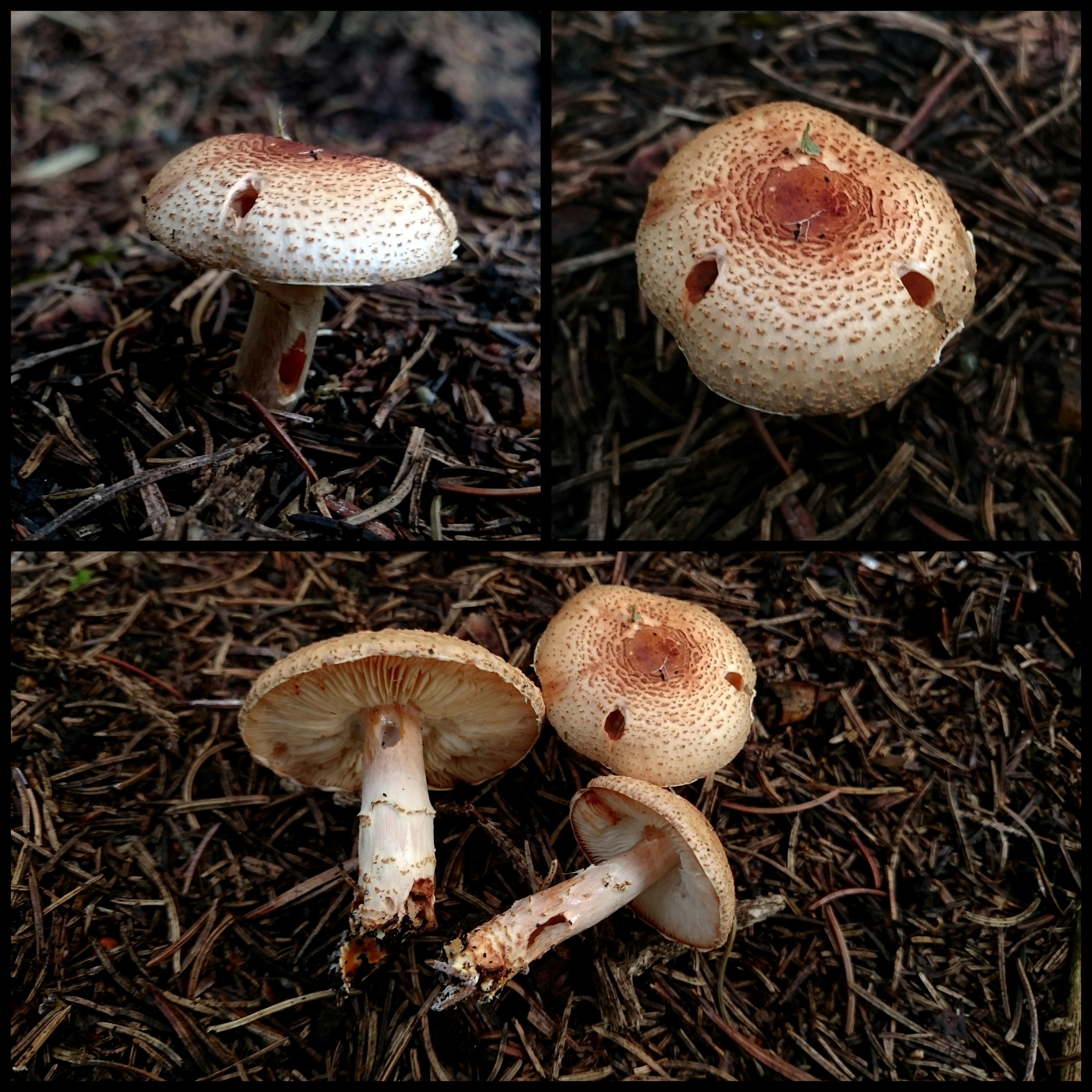
!!Lepiota ochraceofulva!!
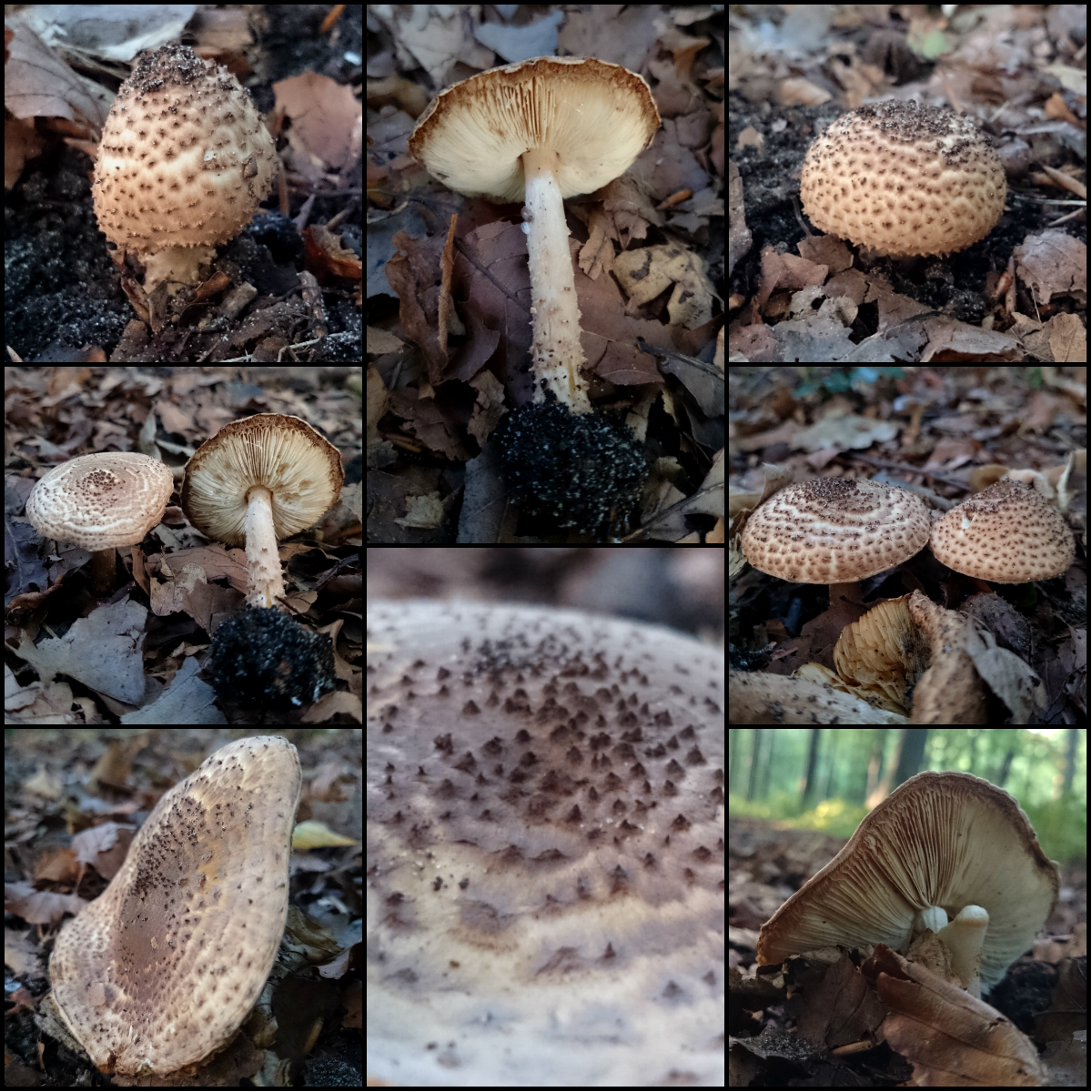
!!Lepiota perplexa!!
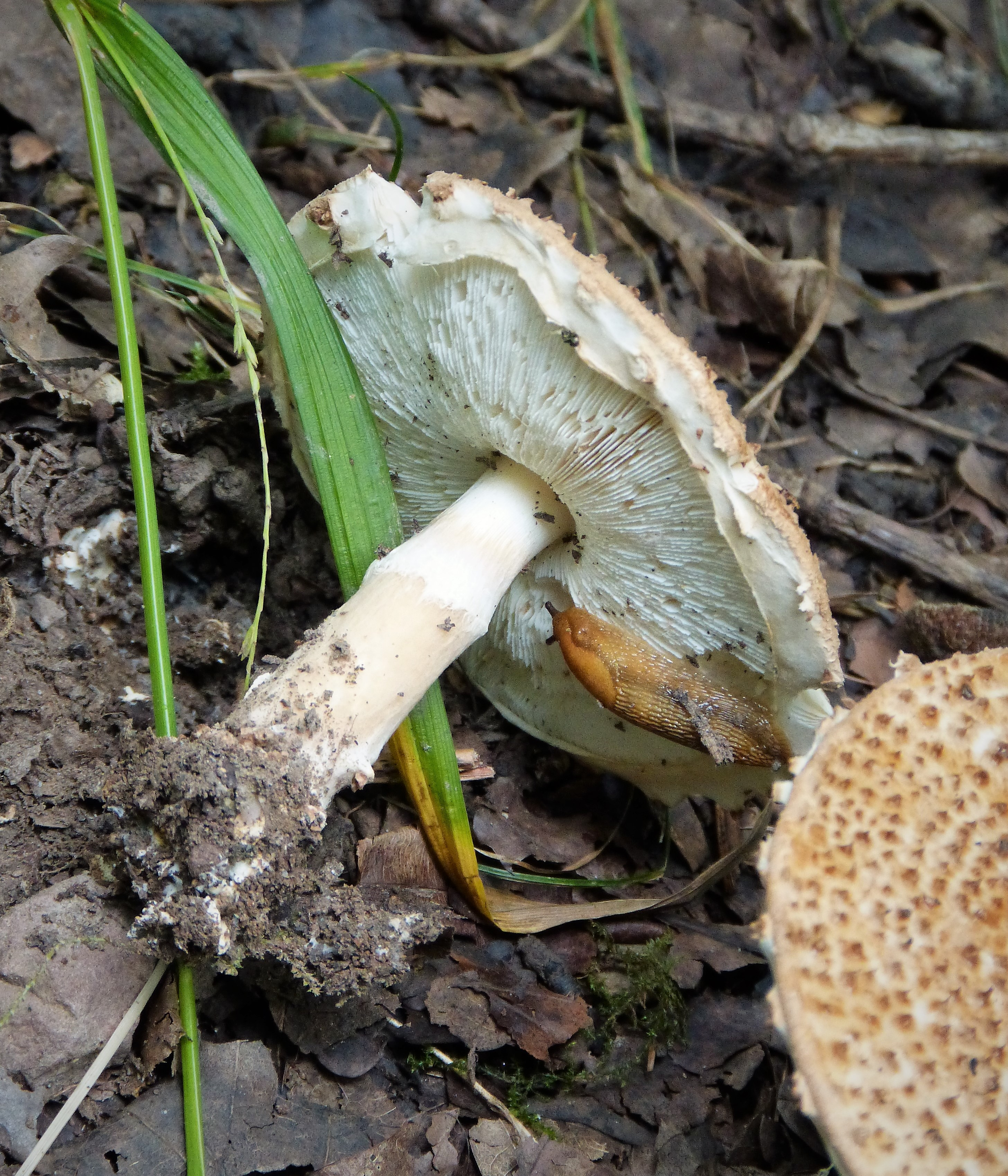
!!!Lepiota pseudolilacea sin. Lepiota pseudohelveola!!!
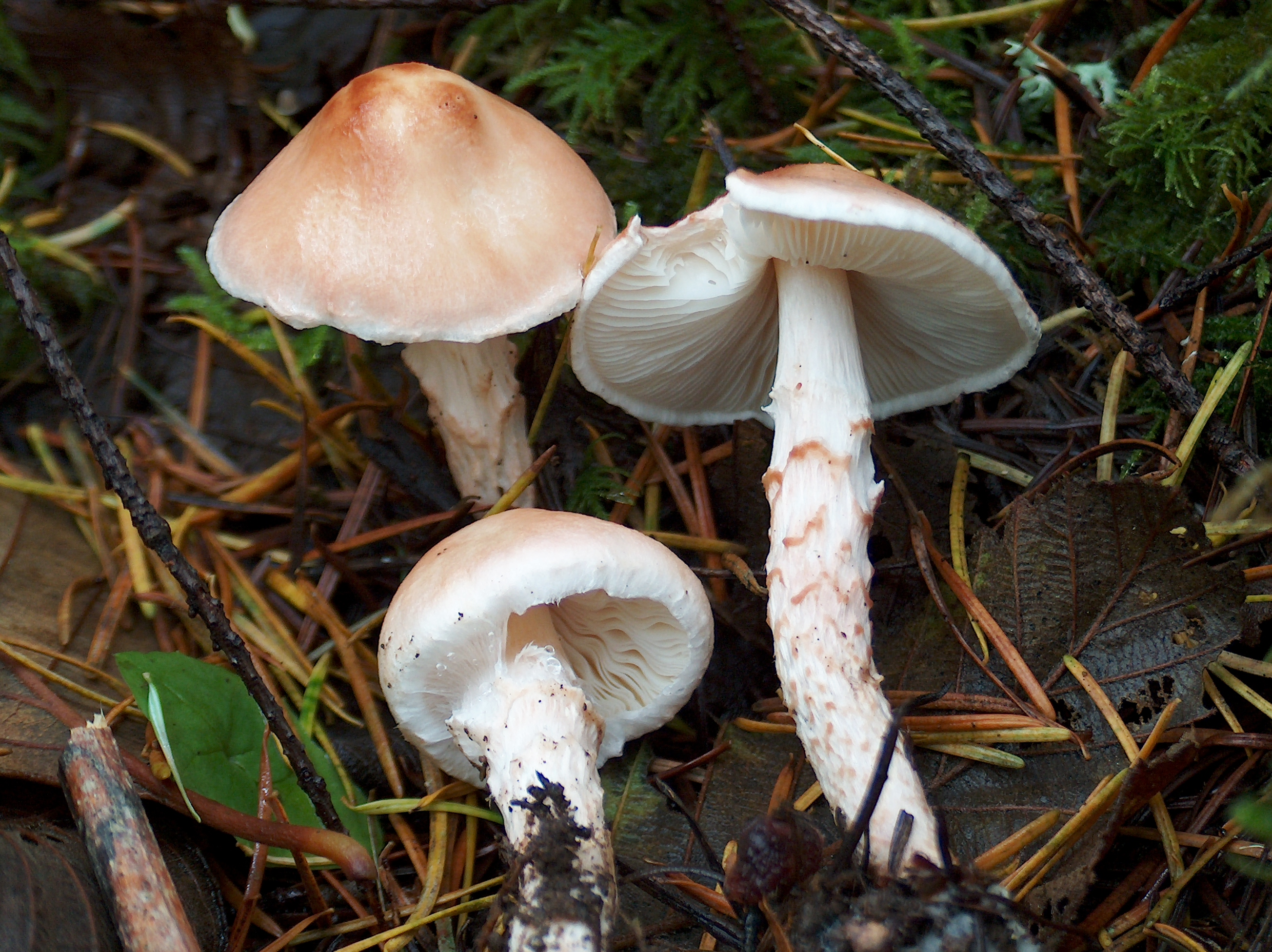
!!!Lepiota subincarnata!!!

## Valorificare
Deși nu de mărime semnificativă, ciuperca apare destul de atractivă datorită mirosului și gustului plăcut, fiind însă letală, pentru că conține α-amanitină în doze mari care cauzează așa numitul sindrom faloidian, provocând astfel, chiar ingerată doar în cantități mici, intoxicații grave și daune organice, în special ale ficatului. α-Amanitina diferă în structura ei numai în azotul amidic a reziduurilor de asparagină de β-amanitină, iar de γ-amanitina doar într-o grupare hidroxilă. Aceștia sunt, de asemenea, compuși solvabil în apă, rezistenți la căldură, care nu pot fi distruși în tractul gastrointestinal uman și blochează formarea de proteine noi în celule de aceeași eficacitate. Aceasta înseamnă că α-amanitinele, împreună cu cele β- și γ precum altelor, contează cu drept ca ingredientele active cele mai periculoase care apar în mod natural. Doza letală de amanitină la om este de 0,1 miligrame pe kilogram de greutate corporală, pentru o persoană de 70 kilograme adică aproximativ 7 miligrame. Această cantitate este conținută în mai puțin de 35 de grame de ciuperci proaspete.
Primele simptome provocate de amanitină sunt de natură gastrointestinală care includ greață severă precum diaree și vărsături violente. Ele apar de obicei numai 8 până 12 ore după consum, uneori abia după 24 sau chiar 48 de ore. În toate cazurile este prea târziu de a mai interveni în mod eficient, de exemplu prin  pomparea stomacului. Simptomele se pierd în timp de două-trei zile, pentru a dezvolta apoi aproape mereu, aproximativ cinci zile după ingerare, o insuficiență hepatică completă (coma hepaticum) dar și o insuficiență renală care poate să cere în urmare o hemodializă pe viață precum deteriorarea pancreasului și a inimii sunt posibile. Astăzi se face o transfuzie cu antidotul Antanamid, câștigat din Amanita phalloides care conține această substanță în cantități mici. Din 1977 substanța este produsă artificial. De asemenea se tratează cu preparatul Sibilin, în lipsă de acesta cu penicilina G. Dacă tratamentul ar fi fost zadarnic, speranța unei persoane infectate rămâne adesea doar în transplantația unui ficat și/sau unei rinichii.